# Сова-голконіг молуцька
Сова́-голконі́г молуцька (Ninox squamipila) — вид совоподібних птахів родини совових (Strigidae). Ендемік Індонезії. Молекулярно-філогенетичне дослідження показало 2017 року, що молуцька сова-голконіг насправді являє собою комплекс видів. За результатами цього дослідження, гальмагерські, буруйські і танімбарські сови-голконоги, які раніше вважалися підвидами цього виду. були визнані окремими видами.

## Опис
Лицевий диск рудувато-коричневий, навколо обличчя і біля основи дзьоба блідий, майже білуватий. Решта голови темно-коричнева, спина темно-рудувато-коричнева. На плечах короткі білуваті смуги, покривні пера крил поцятковані охристими плямками. Махові пера також рудувато-коричневі, поцятковані чотирма блідо-іржастими смугами. Горло білувате, верхня частина грудей темно-коричнева, поцяткована широкими темними поперечними смугами. Решта нижньої частини тіла блідіша, темно-коричневі поперечні смуги на ній більш помітні. Райдужки у молодих птахів червонувато-карі, у дорослих птахів жовті, дзьоб блідо-сірий, восковиця жовта, лапи оперені. пальці жовтувато-коричневі, кігті на кінці темні. Довжина крила становить 190—212 мм, хвоста 135 мм, цівки 32 мм. Вага самців становить 210 г.
Голос — голосне, м'яке угукання «wooo-wooo-wu-wu-wu-wu». Також можна почути серію подвійних криків «kwaor-kwaor kwaor-kwaor» або «kwua-kwua kwua-kwua», схожих на кумкання жаб. Крик самиць є дещо вищим, ніж крик самців.

## Поширення і екологія
Молуцькі сови-голконоги мешкають на островах Серам, Амбон і Келанґ в архіпелазі Молуккських островів. Вони живуть у вологих тропічних лісах, на висоті до 1400 м над рівнем моря. Ведуть переважно присмерковий і нічний спосіб життя. Зустрічаються поодинці або парами, гніздяться в дуплах дерев. Живляться переважно комахами, зокрема кониками, маневруючи серед густої рослинності й орієнтуючись за гострим зором.